# 余玥 (YouTuber)
余玥（1986年8月28日—），臺灣自媒體人、創業者、出版業者、資深網路博客作者以及作家。在互聯網社群平臺曾以冏星人為藝名，2013年起開始經營YouTube頻道，以影評、書評為主，青年時期求學于中國大陸、加拿大。余玥现主力经营播客平台。著有《囧星人的人生百想妙答》、《無界文字力》，2018年宣佈退出噗浪Plurk，2019年宣佈退出YouTube，2023年復出。

## 生平

### 早年生活
余玥1986年8月28日出生於臺北市，7歲時隨父親前往中國大陸生活，9歲時父母離婚，起初在香港住半年，后久居深圳。在家中自修至13歲，后跳級就讀當地一所寄宿制高中，入读上海东华大学。畢業後回台灣。她自述“我在上海時心理健康不好，是因為被父母長期忽視，我們一直是陌生人。”在中國大陸期間，父親與中國人繼母關係不睦，使她在幼年時因長輩之間的糾葛受創，感到孤獨。她為消遣寂寞熱衷於閲讀；5歲開始閲讀阿加莎·克里斯蒂的侦探小说，在幼年就已幾乎讀完父母的所有藏書。余玥宣稱在9歲時遭父親友人性虐待，為“保護家人”長年未公佈此事，直至加害人去世。

### 成為囧星人
余玥26歲時前往加拿大不列顛哥倫比亞理工學院求學，期間受到姑母的援助與關懷。她曾擔任過採訪編輯、前端工程師、製作人、出版社主任等職。余玥在2005年起寫部落格，奠定日後開設影音平臺的社群基礎，2013年在YouTube以“囧星人”為筆名發表影視評論，2016年5月成為全職影音製作人，以黑框眼鏡、中性打扮、低沉嗓音，佩戴一副偽鬍鬚（起先為遮蓋牙套，后成為特色）為個人形象。她自述影片風格受到美國YouTuber“Jeremy Jahns”的影響，文學評論方面则受到台灣作家侯文詠《沒有神的所在》啟發。
2015年，余玥加入臺灣吧成為員工，先後參與了「哲學哲學雞蛋糕」、「林林冏冏」等節目的製作，期間和哲學作家朱家安、YouTuber林辰搭檔合作。
2016年3月，余玥連載完每集以十分鐘左右向觀衆推薦書籍的網路書評節目「囧說書」第一季，在公眾集資網站為第二季集資，以哲學、歷史以及社會科學為主，該節目為其每月累積四十三萬新臺幣左右，後來縮小規模為二十萬以下，10個月後主動停止贊助專案，受訪表示原因是贊助金額不穩定卻無法擴張團隊和佔用太多時間。
余玥被認為是台灣最早的“知識型網紅”之一。曾提及自己有時看到公民議題相關的討論會難以理解，而推薦書籍是認為這個社會需要有人作書評，以影響這個社會，將知識傳播給大衆。据《看》雜誌報導，當時她在節目中推薦的書籍，往往會在當月成為博客來銷售排行榜的熱門。

### 引退與復出
余玥在2018年與當時的室友、BoysLove插畫家、同人志作者摸哥交往，她曾對外宣稱自己是無性戀者，與女友的交往僅出於情感。2019年1月中旬，她在YouTube社群公佈隱退消息，寫道“要專心工作養活自己不當YouTuber了，以後偶爾更新頻道。謝謝長久以來的支持。”該年四月發佈說明影片，表示自半年前便暫停業配、演講及寫書相關計劃，原因是喪失創作欲望、經濟問題。她之後到加拿大療養，2019年11月10日發佈影片表示去年因憂鬱症開始養病，丟掉鬍子等行為與此有關，基於隱私不透露病因。
期間投資股票為生，主力經營Podcast頻道“冏冏電台”。後來在阿爾發投顧的YouTube節目「投資你來講」分享其投資從短線慢慢走向長線的歷程。

## 評價
《看》雜誌等媒體評價余玥在屏幕前“真誠、直率”語言幽默，使她成為台灣自媒體先驅與知識型網路紅人。曾有追隨者表示未曾看過余玥的影片，但欣賞她對社會議題的关心与對觀衆的诚恳態度。亦有追隨者支持她试图传播“養成閲讀習慣”的理念。《今周刊》稱其為“台灣的歐普拉”。Gene書齋作者黃貞祥對“囧說書”系列有較高評價，相比中國大陸團隊製作的同類節目《羅輯思維》，該系列單人製作的品質同樣令人欣賞。
中央社指出其以自成一格的說書方式帶動了買氣，使網絡說書成爲頓成“新型態行業”，為社群效應發揮的體現。不過也有年輕時代的族群不喜余玥的影片風格，認為有“說教”的成分。 《風傳媒》專欄作者詹益昀則評價她在公關處理層面有時過於急躁，為自己樹敵過多，也是她淡出網絡紅人舞臺的原因。

## 相关事件
余玥在公共關係層面曾有多次爭議：在一次接受聯合報採訪后，她不滿聯合報在標題及文稿描寫中，可能將其立場定為“右派”而在直播中“澄清”，提及希望能事前看稿。聯合報則表示“不符我們製作此專題的初衷與事實，且採訪每位受訪者均採取同一標準及作業模式，文稿均引述原句。至於標題文字，乃屬仁智之見，可受公評。”而後一名採訪記者在臉書發文，表達對囧星人的不滿。余玥后在直播時與該名記者通話，表示希望能達到“和解”，但卻未事前告知直播事宜，因此在通話半個小時后便斷線。此事件也引起事前審稿是否傷害新聞自由的討論。
其書評系列“囧說書”自2016年起出了兩季，在籌備第三季時因公開批評其他合作者而終止合作，囧說書第三季籌備計劃在2018年10月5日宣佈終止。同年，余玥合作的MCN公司以「囧星人」的名义在今日上發表「我們是來自中國台灣的囧星人」等引起政治爭議的言辭，余玥要求相關公司刪除此帳號，並公佈與該公司的對話截圖，但在截圖提及了公司名稱而被要求刪除，其中對話亦引起爭議。余玥之後表態不會與中國大陸企業合作。余玥在隱退期間創立Telegram的投資群組，只要購買過代言產品便能進入，但之後則稱有時間限制。期間一名用戶在得知后私訊余玥討論，但其回應態度被認為不良，且將該名用戶封鎖。

## 著作
- 《囧星人的人生百想妙答》2017年9月27日發行、類別：心理勵志、ISBN 978-986-342-887-9
- 《無界文字力》2025年6月24日發行、類別：社群經營、ISBN 978-626-419-552-2

### 資料
1. 1 2  翁世航; 彭振宣. . 關鍵評論網. 2017-11-07  [2023-06-05] （中文（繁體））.
2. ↑  . Plurk. 2018-04-18  [2025-06-20] （英语）.
3. 1 2  林韋萱; 葉瑜娟; 蔡耀徵. . 報導者. 2017-09-17  [2023-06-05]. （原始内容存档于2023-04-21） （中文（繁體））.
4. ↑  李屏瑤; 陳怡絜. . 閱讀生活誌. 2017-10-16  [2023-06-05]. （原始内容存档于2022-08-19） （中文（繁體））.
5. 1 2 3 4  Abby. . 天下雜誌. 女人迷. 2018-01-28 （中文（繁體））.
6. 1 2 3 4  Abby. . 女人迷. 2017-09-25  [2023-06-05]. （原始内容存档于2023-04-30） （中文（臺灣））.
7. ↑  楊蕎綺. . ETtoday新聞雲. 2018-06-07  [2023-06-05]. （原始内容存档于2022-05-16） （中文（繁體））.
8. ↑  陳亭蓉. . 上報. 2018-06-08  [2023-06-05] （中文（繁體））.
9. ↑  張詠晴. . KNOWING. 2018-06-10  [2023-06-05] –Yahoo新聞 （中文（繁體））.
10. 1 2 3 4 5 6 7 8 9 10 11  曾允盈. . 看（雜誌）. 2017-06-05  [2023-06-05] （中文（繁體））.
11. ↑  黃偉誌. . 數位時代. 2018-02-11  [2023-06-05]. （原始内容存档于2021-09-22） （中文（繁體））.
12. ↑  Pan, Claire. . Harper's BAZAAR. 2017-05-09  [2023-06-05]. （原始内容存档于2017-12-29） （中文（臺灣））.
13. ↑  勵心如. . YouTube. 2017-03-16  [2018-02-27] （中文（臺灣））.
14. 1 2  勵心如. . 今周刊. 2017-03-16  [2023-06-05] （中文（臺灣））.
15. ↑  Moffy Chen. . 女人國. 2018  [2023-06-05] （中文（繁體））.
16. ↑  許家嘉; 游子慧; 程兆芸; 李漢威. . 關鍵評論網. 2017-10-26  [2023-06-05]. （原始内容存档于2023-03-05） （中文（臺灣））.
17. ↑  . 自由時報電子報. 2019-01-18  [2023-06-05]. （原始内容存档于2022-12-25） （中文（繁體））.
18. 1 2  Anny. . INSIDE. 2019-03-22  [2023-06-05]. （原始内容存档于2022-12-05）.
19. ↑  蕭雅文. . 中時新聞網. 2019-01-19  [2023-06-05] （中文（臺灣））.
20. ↑  . YouTube.   [2025-06-21].
21. ↑  . 聯合新聞網. 2022-03-17  [2023-06-09]. （原始内容存档于2023-06-12） （中文（繁體））.
22. ↑  閻芝霖. . 網路溫度針. 2021-06-18  [2023-06-05]. （原始内容存档于2022-09-22） （中文（繁體））.
23. ↑  . YouTube. 2025-06-20 （中文（繁體））.
24. 1 2  管中維. . 中央社. 2018-02-03  [2023-06-07]. （原始内容存档于2023-06-07） （中文（繁體））.
25. ↑  黄贞祥. . 風傳媒. 2017-07-30  [2023-06-05]. （原始内容存档于2022-12-25） （中文（繁體））.
26. 1 2 3 4 5 6  詹益昀. . 風傳媒. 2020-01-03  [2023-06-05]. （原始内容存档于2022-12-20） （中文（繁體））.
27. 1 2  莊貿捷. . The News Lens 關鍵評論網. 2018-04-03  [2023-06-05]. （原始内容存档于2022-05-24） （中文（臺灣））.
28. ↑  陈佩云; 黄泓瑜. . 風傳媒. 2018-04-07  [2023-06-05]. （原始内容存档于2022-11-29） （中文（繁體））.
29. 1 2  龔雋幃. . 今周刊. 2018-04-01  [2023-06-05]. （原始内容存档于2022-05-20） （中文（繁體））.
30. ↑  願景工作室. . 聯合報. 2018-04-01  [2023-06-05]. （原始内容存档于2022-09-20） （中文（繁體））.
31. ↑  焦家卉. . 鳳傳媒. 2018-12-21  [2019-12-15]. （原始内容存档于2019-12-15） （中文（繁體））.
32. ↑  陳昱勳. . 自由娛樂.   [2019-12-15]. （原始内容存档于2019-12-15）.
33. 1 2  Shelley. . 台灣達人秀TTshow. 2021-06-20  [2023-06-05]. （原始内容存档于2022-12-18） （中文（繁體））.

## 外部連結
- 余玥的YouTube頻道
- 余玥的Facebook帳號
- 余玥的Tiktok頻道(@kyontw828)
- 余玥的bilibili頻道
- 余玥的X帳號(＠kyontw828)